# João Adolfo Haltenhoff
João Adolfo Haltenhoff, ou em alemão Johann Adolf Haltenhoff (Hanôver, 1802 — Paris, 19 de abril de 1875), foi advogado, juiz de paz e político alemão, naturalizado brasileiro.
Chegou a Joinville em 1851 e pouco tempo depois tornou-se juiz de paz. Entre 1869 e 1873, exerceu a presidência da Câmara Municipal de Joinville, com funções executivas outorgadas futuramente a prefeitos.
Em 1865, na condição de sub-delegado de polícia, Haltenhoff lançou uma enfática convocação aos colonos de Joinville, incentivando-os a formarem um batalhão em defesa do Brasil na Guerra do Paraguai, os famosos voluntários da Pátria.
É considerado o primeiro prefeito de Joinville.